# Midnight at the Lost and Found
Midnight at the Lost and Found är ett musikalbum med rocksångaren Meat Loaf från 1983. Det räknas som ett av hans svagare, även om titelspåret nått viss popularitet.
Efter hans två inledande album, dundersuccén Bat Out of Hell och uppföljaren Dead Ringer, fick Meat Loaf nu klara sig utan Jim Steinman som låtskrivare. De båda hade en dispyt som skulle leda till domstol och som inte löstes förrän flera år senare. Istället presenteras ett hopplock av olika låtskrivare, bland annat bidrar Meat Loaf själv till flera av låtarna (under sitt riktiga namn, Marvin Lee Aday).
Albumet nådde som bäst en sjundeplats på albumlistan i Storbritannien, medan det floppade helt i USA. "Midnight at the Lost and Found" och "Razor's Edge" släpptes som singlar, med föga framgång.

## Låtlista
Sida 1
1. "Razor's Edge" (Marvin Lee Aday/Steve Buslowe/Paul Christie/Mark Doyle) – 4:07
2. "Midnight at the Lost and Found" (Marvin Lee Aday/Steve Buslowe/Paul Christie/Danny Peyronel) – 3:29
3. "Wolf at Your Door" (Marvin Lee Aday/Steve Buslowe) – 4:05
4. "Keep Driving" (Marvin Lee Aday/Paul Christie/Paul Jacobs) – 3:30
5. "The Promised Land" (Chuck Berry) – 2:46

Sida 2
1. "You Can Never Be Too Sure About the Girl" (Marvin Lee Aday/Steve Buslowe) – 4:27
2. "Priscilla" (Sarah Durkee/Paul Jacobs) – 3:32
3. "Don't You Look at Me Like That" (Marshall Styler) – 3:27
4. "If You Really Want To" (George Meyer/Ted Neely) – 3:37
5. "Fallen Angel" (Dick Wagner) – 3:33

## Medverkande
Musiker
- Meat Loaf – sång
- Mark Doyle – gitarr, piano, basgitarr
- Rick Derringer – gitarr, basgitarr
- Tom Edmonds – gitarr
- Gary Rossington – gitarr
- Steve Buslowe – basgitarr
- Paul Jacobs – piano, synthesizer
- Dave Lebolt – synthesizer
- Max Weinberg – trummor
- Dale Krantz Rossington – sång
- Chuck Kirkpatrick – sång
- John Sambataro – sång

Produktion
- Tom Dowd – musikproducent
- Tom Edwards – ljudtekniker
- Josh Abbey, Bobby Scott Cohen, John Davenport, Neil Davidson, Ben King – assisterande ljudtekniker
- John Berg – omslagsdesign
- Victor Skrebneski, Don Hunstein – foto